# Dünschede

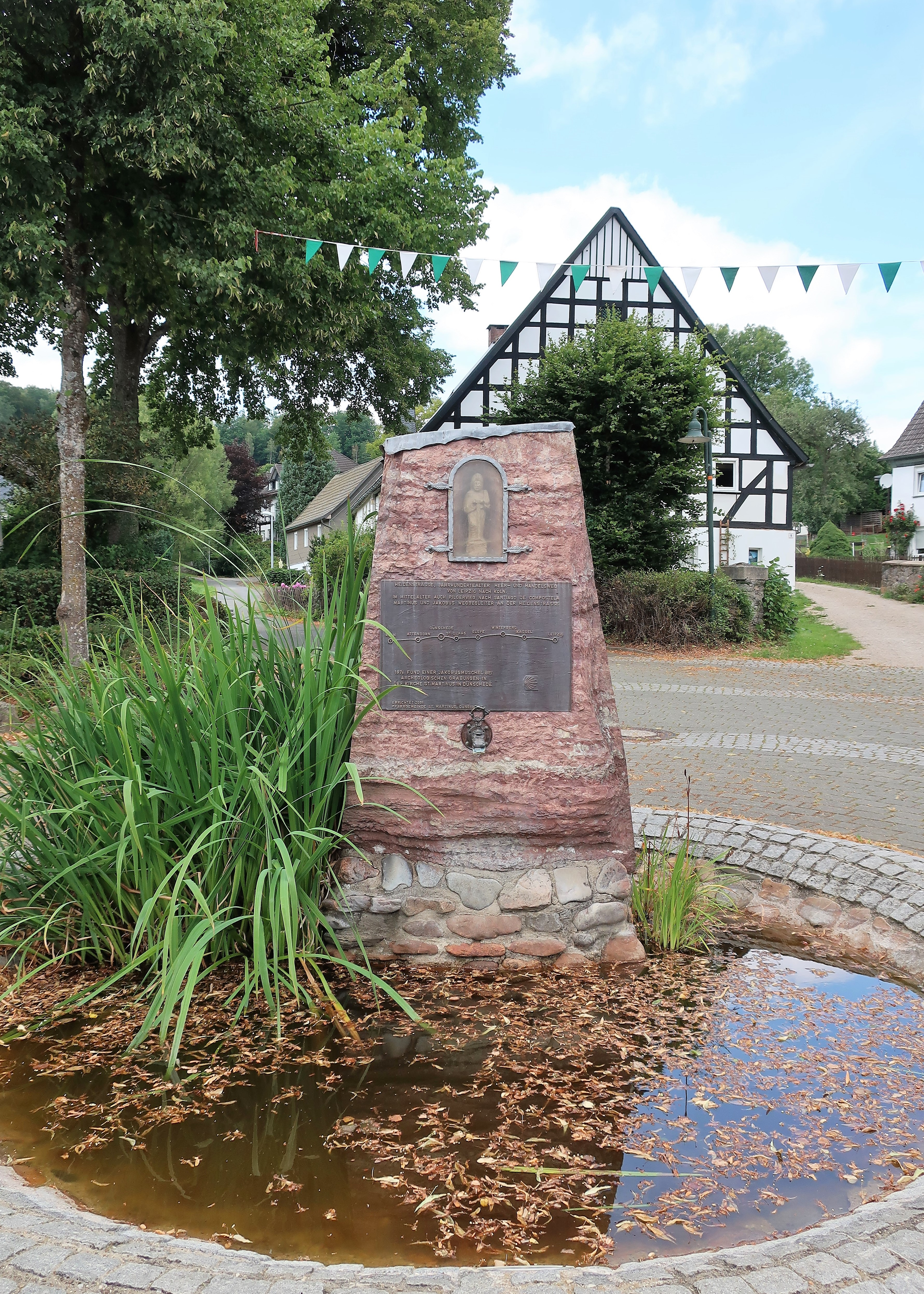
Dorfplatz mit Brunnenstein

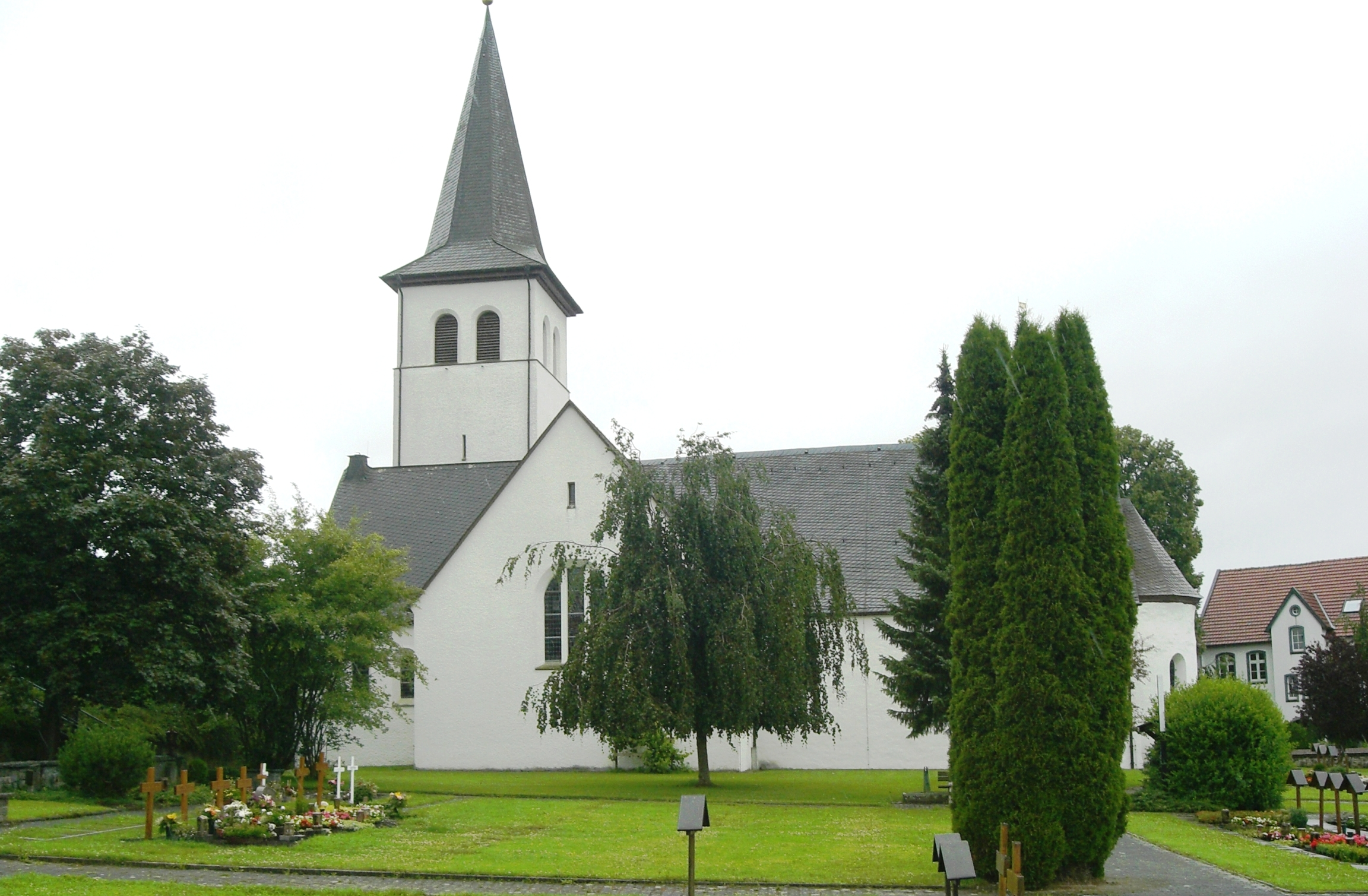
Kirche St. Martin

Dünschede ist ein Ortsteil der Stadt Attendorn im Kreis Olpe (Nordrhein-Westfalen) und hat 684 Einwohner (Stand 30. Juni 2024). Nordöstlich des Ortes liegt das Naturschutzgebiet Dünscheder Heide.

## Geschichte
Dünschede liegt an der früheren Heidenstraße. Diese Lage hat die frühe Missionierung durch fränkische Mönche begünstigt. Die Existenz einer Kirche lässt sich bis in das 11. Jahrhundert zurückverfolgen (s. Folgeabschnitt). Die Ortsbezeichnung Dünschede leitet sich ab von dem Kaplan Dietrich von Dusenschuren (um 1270). Die besitzreichen Ritter von Dusenschuren übten in dem Zeitraum 1227–1457 großen Einfluss in der Gegend aus. Warum sie später nicht mehr in Erscheinung traten, ist unbekannt.
Die Ableitung des Ortsnamens Dünschede aus dem Personennamen Dusenschuren (beispielhaft werden im 13. Jahrhundert genannt: 1225 Conradus de Thusentschuren, 1259 Helmicus de Dusentscuren, 1310 Heydenrico de Dusentscure) erscheint unstrittig. Eine Deutungsmöglichkeit für Dusenschuren ergibt sich aus dem Wortbestandteil „-schuren“ als Scheune (althochdeutsch „sciura“) bzw. Gebäude und dem mittelhochdeutschen Begriff „dusent“ (tausend) als Ausdruck für eine größere Anzahl. Motiv für die Personen- bzw. Ortsbezeichnung könnte demnach eine stattliche Anzahl von Gebäuden am Ort sein, die möglicherweise im Besitz der Adelsfamilie waren.
Ungefähre frühe Anhaltspunkte über die Größe von Dünschede ermöglicht das Schatzungsregister (diente der Erhebung von Steuern) von 1543. Demnach gab es in Dünscher (Dünschede) 16 Schatzungspflichtige, deren Zahl vermutlich mit vorhandenen Häusern gleichzusetzen ist. Das Schatzungsregister enthält auch den Namen Hoiffnagel, offensichtlich handelt es sich hier um Vorfahren des Josef Hufnagel, der von den Nationalsozialisten wegen Wehrkraftzersetzung am 5. Juni 1944 ermordet wurde.
Dünschede wurde 1897 von Helden abgepfarrt und zu einer eigenen Pfarrei erhoben.
Seit 1969 gehört Dünschede zur Hansestadt Attendorn. Durch die Nähe zu dieser Stadt mit umfangreichen Industrieansiedlungen sind günstige Beschäftigungsmöglichkeiten für die Einwohner gegeben. In dem Zeitraum 1996 bis 1999 wurden einige Neubaugebiete in Dünschede erschlossen.

### Einwohnerentwicklung
| Jahr | Einwohner |
| ---- | --------- |
| 1536 | 85*       |
| 1543 | 90–100*   |
| 1783 | 75        |
| 1817 | 172       |
| 1839 | 186       |
| 2012 | 643       |
| 2015 | 654       |
| 2020 | 698       |

*) aufgrund von Häuserzahlen geschätzte Werte

## Religion und Kirche
Der weitaus überwiegende Teil der Dünscheder bekennt sich zum katholischen Glauben.
Eine Sehenswürdigkeit ist die mitten im Dorf stehende katholische Kirche St. Martin; in ihr befindet sich eine spätromanische kleinräumige Halle mit einer sehenswerten Wandmalerei. Das Patronat des Hl. Martin spricht für eine frühe Kirchengründung, die möglicherweise schon im 11. Jahrhundert erfolgte. Hierfür sprechen auch Hinweise aus Grabungen im Jahr 1974, die im Zusammenhang mit der Erneuerung des Fußbodens vorgenommen wurden. Die erste Kirche bestand aus einem saalartigen Bau mit einem rechteckigen Chor. Ein Neubau wurde im romanischen Stil im 13. Jahrhundert vorgenommen. Mit Ausnahme des im Jahr 1924 entfernten baufälligen Turmes blieb der romanische Bau komplett erhalten. Bemerkenswert sind die erwähnten romanischen Wandmalereien, die in verschiedenen Szenen u. a. den Kirchenpatron St. Martin, die Flucht der Hl. Familie nach Ägypten und die Verkündigung Mariens u. a. darstellen.
Da die romanische Kirche zu klein wurde, entschloss sich die Gemeinde im Jahr 1924 zu einer Erweiterung. Sowohl im äußeren Erscheinungsbild wie auch im Innenraum passt sich der Neubau der ursprünglichen romanischen Kirche an. In den 1990er Jahren wurde die Kirche mit großem Aufwand renoviert. Dabei wurden im Altarraum auf einem Wandgemälde die Pfingstszene, der Kirchenpatron Hl. Martin und die Dorfpatronin St. Agatha dargestellt; sie wurden von den Leverkusener Künstlern Paul Weigmann und Werner geschaffen.
Die Kirchengemeinde St. Martinus Dünschede gehört zum Pastoralverbund Attendorn.

## Vereine
Dünschede hat wie viele Sauerländer Orte ein reiches Vereinsleben. Die St. Sebastianus Schützenbruderschaft veranstaltet jährlich ihr Schützenfest in der eigenen Schützenhalle. Das Dorf besitzt außerdem einen eigenen Tambourcorps. Der Ort hat weiter einen Kunstrasen-Fußballplatz, der von den Sportfreunden Dünschede genutzt wird. Ein fester Bestandteil im Dünscheder Dorf- und Vereinsleben ist auch der Musikverein „Harmonie“ Dünschede 1874 e. V.

## Söhne und Töchter der Stadt
- Josef Hufnagel (1903–1944), Landwirt, Opfer der NS-Justiz